# Ermolaeva
Ermolaeva är en kulle i Antarktis. Den ligger i Östantarktis. Australien gör anspråk på området. Toppen på Ermolaeva är 1 817 meter över havet.
Terrängen runt Ermolaeva är platt åt nordväst, men åt sydost är den kuperad. Trakten är obefolkad. Det finns inga samhällen i närheten. 